# Obrov (Czarnogóra)
Obrov (cyr. Обров) – miasto w Czarnogórze, w gminie Bijelo Polje. W 2011 roku liczyło 334 mieszkańców.